# Walter Benz

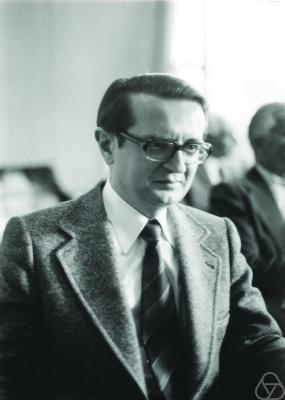
Walter Benz

Walter A. Benz (* 2. Mai 1931 in Niederlahnstein; † 13. Januar 2017 in Ratzeburg) war ein deutscher Mathematiker, der sich mit Geometrie beschäftigte.

## Leben
Walter Benz wurde als Sohn des Reeders Valentin Benz und dessen Frau Marie-Sophie, geb. Bernd, in Niederlahnstein (Kreis Sankt Goarshausen) geboren. Er studierte von 1951 bis 1955 Mathematik. 1956 wurde er an der Johannes-Gutenberg-Universität Mainz bei Robert Furch promoviert (Axiomatischer Aufbau der Kreisgeometrie auf Grund von Doppelverhältnissen), 1959 habilitierte er sich dort. Von 1961 bis 1966 lehrte er an der Johann-Wolfgang-Goethe-Universität Frankfurt am Main, war ab 1966 Professor an der Ruhr-Universität Bochum, der University of Waterloo und ab 1974 an der Universität Hamburg als Nachfolger von Emanuel Sperner.
Nach ihm sind Benz-Ebenen benannt, die ein gemeinsames Konzept von ebenen Möbius-, Laguerre/Lie- und Minkowski-Geometrien axiomatisieren.
Er gab die Gesammelten Werke von Sperner heraus und die von Wilhelm Blaschke (als Leiter der von Sperner gegründeten Wilhelm Blaschke Gedächtnisstiftung). Benz war lange Herausgeber des Jahresberichts der Deutschen Mathematiker-Vereinigung.

## Ehrungen
- Ehrendoktorwürde Dr. h.c.
- Ehrenmitgliedschaft der Ungarischen Akademie der Wissenschaften

## Schriften
- Classical geometries in modern contexts- geometries of real inner product spaces, Birkhäuser 2005
- Ebene Geometrie – Einführung in Theorie und Anwendung, Spektrum, Hochschultaschenbuch 1997
- Real geometries, BI Wissenschaftsverlag 1994
- Geometrische Transformationen unter besonderer Berücksichtigung der Lorentztransformationen, BI Wissenschaftsverlag 1992
- Vorlesungen über Geometrie der Algebren – Geometrien von Möbius, Laguerre-Lie, Minkowski in einheitlicher und grundlagengeometrischer Behandlung, Springer, Grundlehren der mathematischen Wissenschaften, Band 197, 1973
- Über Möbiusebenen, Jahresbericht DMV, Band 63, 1960, S. 1–27.
- Die Mathematik war mein Leben, ist mein Leben, Journal of Geometry, Band 93, S. 83–115 (Oral History Project der Universität Hamburg, Uta Hartmann)